# Campagna Romana

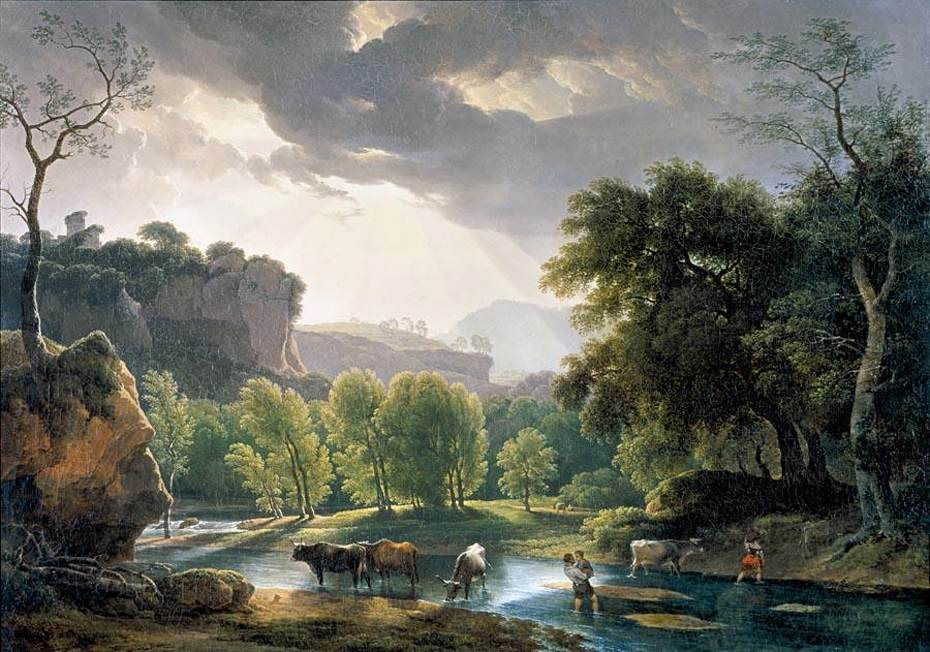
View of the Roman Campagna, Hendrik Voogd, 1814

Die Campagna Romana, kurz auch Campagna (nicht zu verwechseln mit Kampanien, ital. Regione di Campania), ist die hügelige Umgebung Roms zwischen dem tyrrhenischen Meer und dem Apennin. Im landläufigen Sinn bezeichnet Campagna den von der römischen Via Appia durchquerten, von antiken Grabdenkmälern und Ruinen römischer Aquädukte geprägten Teil der Region Latium (ital. Lazio) zwischen Rom bzw. den Albaner und den Sabiner Bergen (Höhe bis 1300 Meter). Hauptflüsse sind der Tiber und der Aniene. Obwohl die Grenzen der Campagna nicht genau festlegbar sind, kann man von einer Fläche von etwa 2.100 Quadratkilometern ausgehen.

## Geschichte

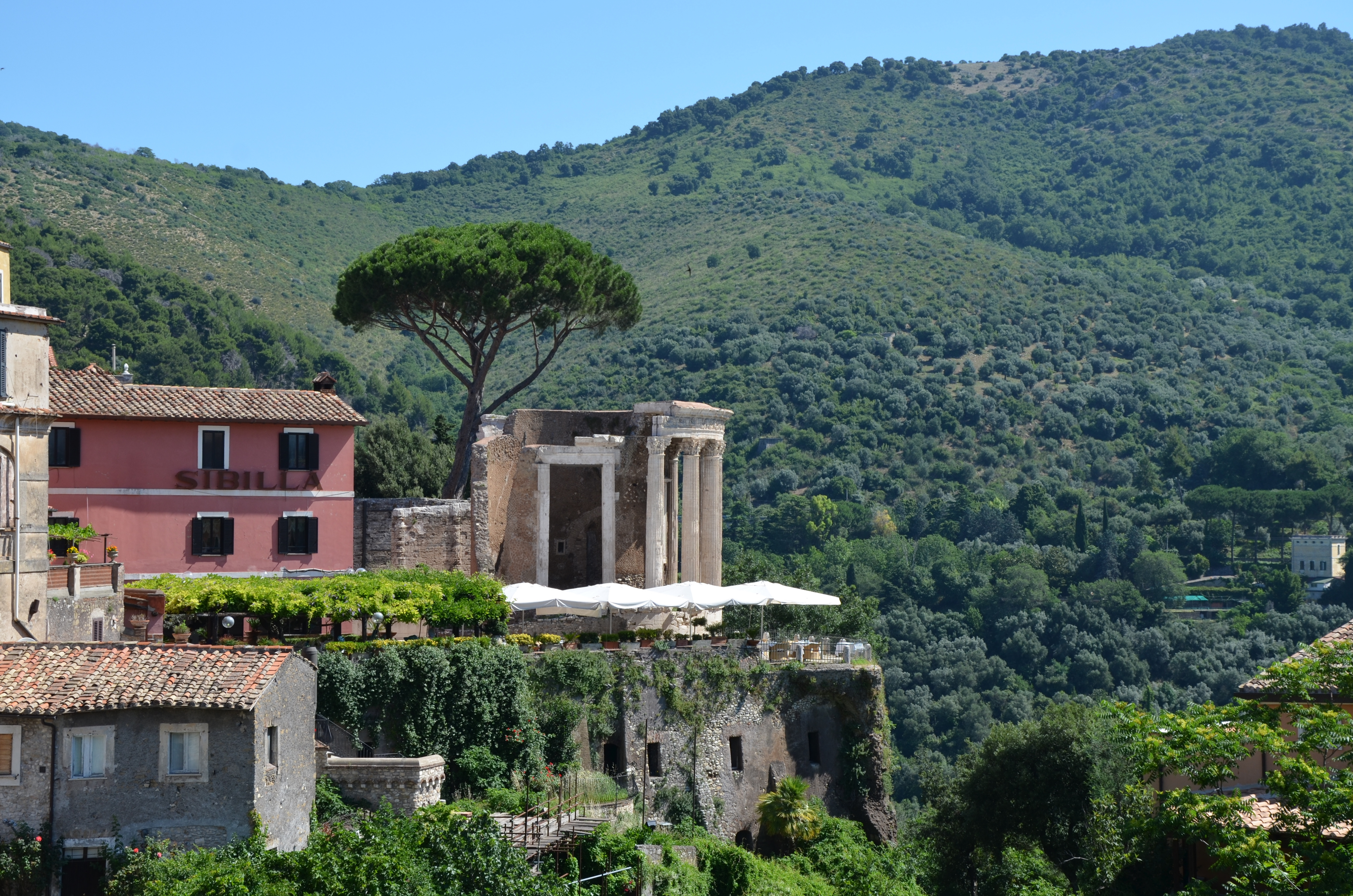
Tivoli, 20 km östlich von Rom: Der Sybilla-Tempel

In der Antike wurde hier intensive Landwirtschaft betrieben, nicht zuletzt, um die Hauptstadt zu versorgen; zahlreiche begüterte römische Bürger errichteten hier Landsitze meist in Form luxuriöser Villen. Im Mittelalter führten Bewässerungsprobleme, die umfangreichen Abholzungen früherer Jahrhunderte und nicht zuletzt die beständige Bedrohung durch die Malaria allerdings zu einer Entvölkerung des römischen Umlandes. Erst im 19. und 20. Jahrhundert kam es zu einem neuerlichen Aufschwung, u. a. durch die Trockenlegung der pontinischen Sümpfe.

## Geologie und Topografie
Die geologischen Hauptmerkmale der wegen ihrer ästhetischen und touristischen Reize seit Jahrhunderten berühmten Landschaft sind die Lavadecken und die vulkanischen Tuffe der benachbarten Albaner Berge (Höhe bis 948 Meter; mit dem Lago Albano, der schon zur Römerzeit als Wasserreservoir diente. Alba Longa gilt als die älteste lateinische Stadt) beziehungsweise der Monti Cimini. Auch der heutige Lago di Bracciano (lateinisch: Lacus Sabatinus, etwa 60 km von Rom entfernt) ist ein ehemaliger Vulkankrater. Die Vulkanregion um die Seen war zum letzten Mal vor rund 225.000 Jahren aktiv. Heute ist der Lago di Bracciano mit dem mittelalterlichen Ort Anguillara Sabazia ein beliebtes Ziel für Urlauber und Wochenendausflügler. Bekannt sind auch Faleria, im nahegelegenen Kastell Paterno soll Kaiser Otto III. vergiftet worden sein, und das auf einem Tuffsteinfelsen errichtete Künstlerdorf Calcata.

## Orte und Landschaften gleichen Namens
Campagna heißt auch eine italienische Gemeinde in der Provinz Salerno. Campagna Lupia ist eine Ortschaft in der Provinz Venetien. Es gibt zudem eine Campagna Adorna in der Schweiz (eine Landschaft). Andere bukolische Landschaften werden gerne – mehr oder weniger berechtigt – unter Anspielung auf die Campagna ebenfalls so bezeichnet, sofern entsprechende Ähnlichkeiten ausgemacht werden. Da das Wort im Italienischen schlicht Land(schaft) bedeutet (es kann auch eine Kampagne meinen!), wird es dort auch auf die campagna toscana, campagna pisana etc. angewandt.

## Wirkung und Rezeption

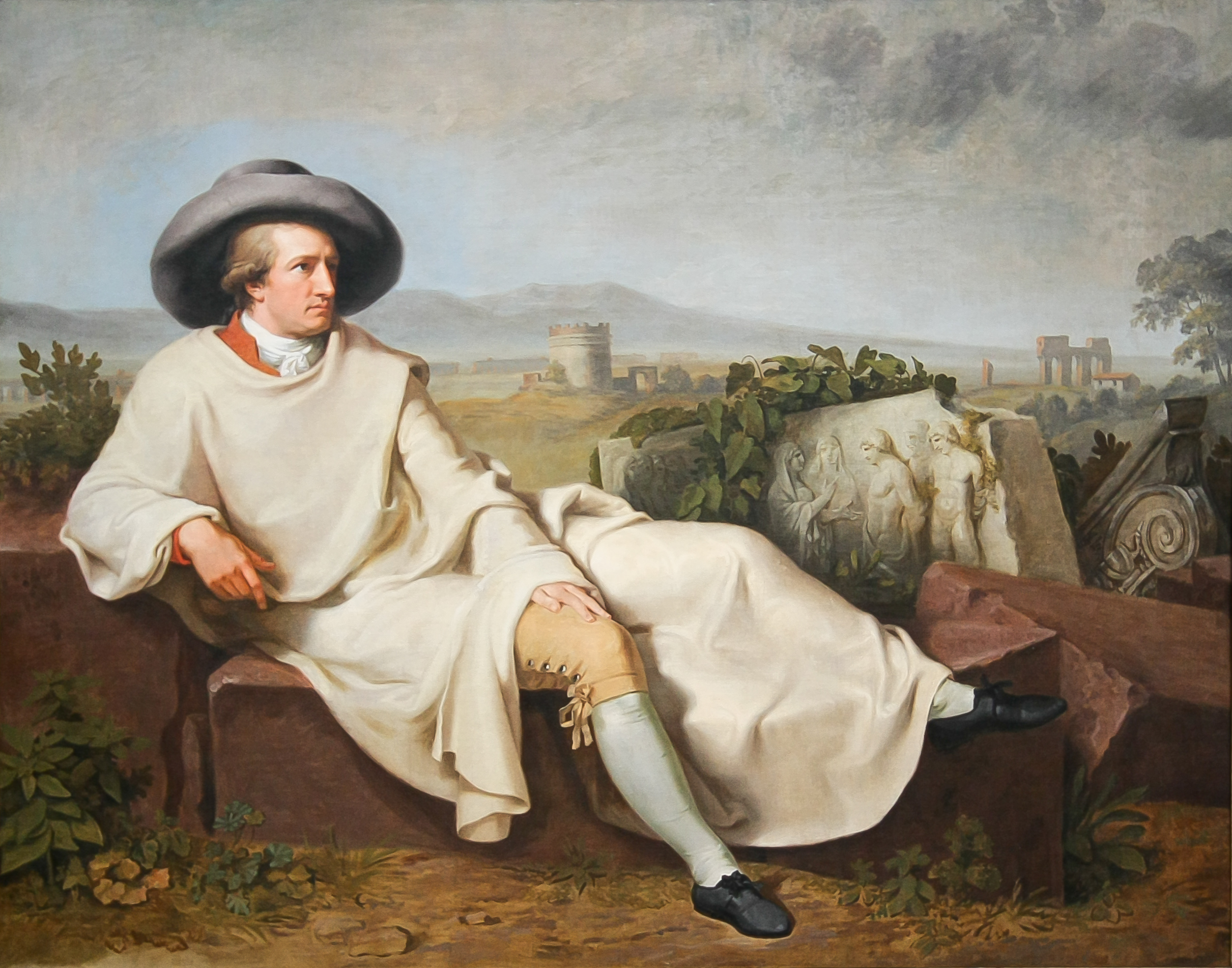
Goethe in der Campagna, Johann Heinrich Wilhelm Tischbein, 1787

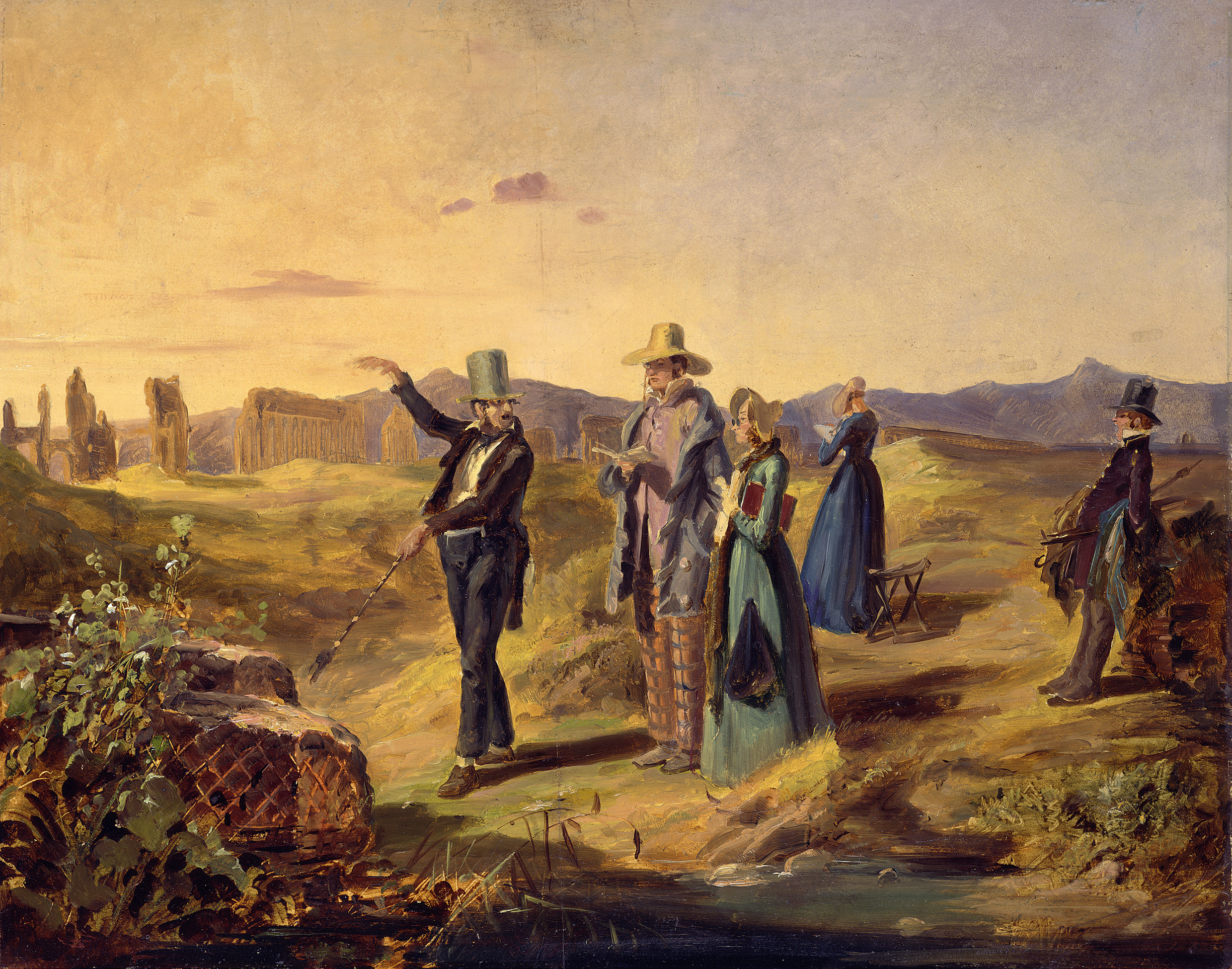
Engländer in der Campagna, Aquarell von Carl Spitzweg, ca. 1845

Die römische Campagna (veraltet eingedeutscht gelegentlich auch Kampagna) hat zahlreiche Künstler und Bildungsreisende angezogen und inspiriert. Sehr bekannt ist Johann Heinrich Wilhelm Tischbeins Gemälde von Johann Wolfgang Goethe, das den Dichter in dieser Landschaft zeigt.
Goethe reiste am 28. Oktober 1786 auf der Via Flaminia in Richtung Rom. Seine Eindrücke: 
„Die Chaussee, die von der Höhe nach Città Castellana geht, von eben diesem Stein, sehr schön glatt gefahren, die Stadt auf vulkanischen Tuff gebaut, in welchem ich Asche, Bimsstein und Lavastücke zu entdecken glaubte. Vom Schlosse ist die Aussicht sehr schön; der Berg Soracte steht einzeln gar malerisch da, wahrscheinlich ein zu den Apenninen gehöriger Kalkberg. Die vulkanisierenden Strecken sind viel niedriger als die Apenninen, und nur das durchreißende Wasser hat aus ihnen Berge und Felsen gebildet, da denn herrlich malerische Gegenstände, überhangende Klippen und sonstige landschaftliche Zufälligkeiten gebildet werden.“
Ein anderer berühmter deutscher Italienreisender, nämlich Ferdinand Gregorovius, schwärmt Mitte des 19. Jahrhunderts:
„Ich habe die meisten Gefilde Italiens durchzogen, ich habe die berühmten Fluren von Agrigent und Syrakus durchwandert, aber trotz aller Farbenpracht jener südlichen Zone muß ich doch bekennen, daß mir die Campagna von Rom und Latium den mächtigsten Eindruck macht. (...) Sie liegt da wie ein erhabenes Theater der Geschichte, eine große Bühne der Welt. Kein Wort des Poeten, kein Pinselstrich des Malers, so viele Bilder davon gemalt sind, kann die verklärte Heldenschönheit Latiums auch nur andeutend denjenigen ahnen lassen, der sie nicht selber sah und empfand.“